# Futbol Club Barcelona Bàsquet 2020-2021
Questa voce raccoglie le informazioni riguardanti il Futbol Club Barcelona Bàsquet nelle competizioni ufficiali della stagione 2020-2021.

## Stagione
La stagione 2020-2021 del Futbol Club Barcelona Bàsquet è la 63ª nel massimo campionato spagnolo di pallacanestro, la Liga ACB.

## Roster
Aggiornato al 14 luglio 2020.
| FC Barcelona Lassa 2020-21 | FC Barcelona Lassa 2020-21 |
| Giocatori                  | Staff tecnico              |
| -------------------------- | -------------------------- |

| N. | Naz.                                           | Ruolo | Nome              | Anno | Alt.   | Peso   |  |
| -- | ---------------------------------------------- | ----- | ----------------- | ---- | ------ | ------ |  |
| 0  | Stati Uniti (bandiera) · Uganda (bandiera)     | AC    | Brandon Davies    | 1991 | 208 cm | 109 kg |  |
| 2  | Francia (bandiera)                             | P     | Léo Westermann    | 1992 | 198 cm | 89 kg  |  |
| 8  | Ungheria (bandiera)                            | GA    | Ádám Hanga        | 1989 | 201 cm | 90 kg  |  |
| 9  | Argentina (bandiera) · Italia (bandiera)       | PG    | Leandro Bolmaro   | 2000 | 198 cm | 85 kg  |  |
| 10 | Lettonia (bandiera) · Spagna (bandiera)        | AG    | Rolands Šmits     | 1995 | 208 cm | 107 kg |  |
| 13 | Francia (bandiera)                             | PG    | Thomas Heurtel    | 1989 | 189 cm | 83 kg  |  |
| 14 | Ucraina (bandiera)                             | C     | Artem Pustovyj    | 1992 | 215 cm | 96 kg  |  |
| 16 | Spagna (bandiera)                              | C     | Pau Gasol         | 1980 | 216 cm | 113 kg |  |
| 17 | Senegal (bandiera)                             | C     | Ibou Badji        | 2002 | 215 cm |        |  |
| 18 | Spagna (bandiera)                              | AG    | Pierre Oriola (C) | 1992 | 208 cm | 102 kg |  |
| 21 | Spagna (bandiera)                              | G     | Álex Abrines      | 1993 | 198 cm | 86 kg  |  |
| 22 | Stati Uniti (bandiera)                         | GA    | Cory Higgins      | 1989 | 196 cm | 82 kg  |  |
| 23 | Spagna (bandiera)                              | A     | Sergi Martínez    | 1999 | 202 cm | 90 kg  |  |
| 24 | Stati Uniti (bandiera) · Slovacchia (bandiera) | G     | Kyle Kuric        | 1989 | 193 cm | 88 kg  |  |
| 25 | Senegal (bandiera)                             | P     | Brancou Badio     | 1999 | 191 cm | 85 kg  |  |
| 26 | Spagna (bandiera)                              | AP    | Michael Caicedo   | 2003 | 199 cm | 88 kg  |  |
| 30 | Spagna (bandiera)                              | A     | Víctor Claver     | 1988 | 207 cm | 102 kg |  |
| 33 | Montenegro (bandiera) · Spagna (bandiera)      | AG    | Nikola Mirotić    | 1991 | 208 cm | 108 kg |  |
| 99 | Stati Uniti (bandiera) · Grecia (bandiera)     | P     | Nick Calathes     | 1989 | 195 cm | 97 kg  |  |

| Allenatore |
| - Šarūnas Jasikevičius |
| Assistente/i |
| - David García - Tomas Masiulis - Darius Maskoliūnas - Óscar Orellana Legenda - (C) Capitano - (IN) Inattivo - Infortunato Roster |

## Mercato

### Sessione estiva
| Acquisti | Acquisti        | Acquisti      | Acquisti      | Acquisti |
| R.a      | Nome            | da            | Modalità      |          |
| -------- | --------------- | ------------- | ------------- | -------- |
| P        | Nick Calathes   | Panathīnaïkos | definitivo    |          |
| G        | Aleix Font      | Obradoiro     | fine prestito |          |
| C        | Atoumane Diagne | Limoges CSP   | fine prestito |          |

| Cessioni | Cessioni        | Cessioni             | Cessioni       | Cessioni |
| R.       | Nome            | a                    | Modalità       |          |
| -------- | --------------- | -------------------- | -------------- | -------- |
| PG       | Kevin Pangos    | Zenit S. Pietroburgo | fine contratto |          |
| G        | Pau Ribas       | Joventut Badalona    | rescissione    |          |
| C        | Ante Tomić      | Joventut Badalona    | fine contratto |          |
| G        | Aleix Font      | Saragozza            | rescissione    |          |
| C        | Atoumane Diagne | Free agent           | rescissione    |          |

### Dopo l'inizio della stagione
| Acquisti | Acquisti       | Acquisti   | Acquisti         | Acquisti   |
| R.       | Nome           | da         | Data             | Modalità   |
| -------- | -------------- | ---------- | ---------------- | ---------- |
| P        | Léo Westermann | Fenerbahçe | 6 gennaio 2021   | svincolato |
| C        | Pau Gasol      | Free agent | 23 febbraio 2021 | svincolato |

| Cessioni | Cessioni       | Cessioni   | Cessioni        | Cessioni    |
| R.       | Nome           | a          | Data            | Modalità    |
| -------- | -------------- | ---------- | --------------- | ----------- |
| PG       | Thomas Heurtel | Free agent | 19 gennaio 2021 | rescissione |